# جی‌ام‌تی گیمز
جی ام تی گیمز (انگلیسی: GMT Games) یک ناشر بازی‌جنگ مستقر در کالیفرنیا است که در سال ۱۹۹۰ تأسیس شد. این شرکت به خاطر بازی‌های گرافیکی جذابی که از معرفی «بازی‌های هیولا»، نقشه‌ها و شمارنده‌های بسیار، تا بازی‌های کاملاً ساده مناسب برای بازیکنان جدید تا بازی‌های جنگی به خوبی شناخته شده‌است. آنها همچنین بازی‌های کارتی و بازی‌های خانوادگی تولید می‌کنند.